# Letiště Marchanice
Letiště Marchanice este o arie protejată (arie specială de conservare — SAC, sit de importanță comunitară — SCI) din Republica Cehă întinsă pe o suprafață de 20,88 ha, integral pe uscat.

## Localizare
Centrul sitului Letiště Marchanice este situat la coordonatele 49°17′56″N 17°01′28″E / 49.298889°N 17.024444°E.

## Înființare
Situl Letiště Marchanice a fost declarat sit de importanță comunitară în aprilie 2005 pentru a proteja 1 specie de animale. Situl a fost protejat și ca arie specială de conservare în noiembrie 2014.

## Biodiversitate
Situată în ecoregiunea continentală, aria protejată nu include niciun habitat protejat.
La baza desemnării sitului se află o specie protejată de  mamifere: popândău (Spermophilus citellus).